# یزید بن حجیه
یزید حجّیه تیمی از کارگزاران علی بن ابی طالب در منطقه ری در زمان خلافت وی بود. او در نبرد جمل، نبرد  صفین و نبرد نهروان در سپاه علی بود. بعدا، علی وی را به امارت ری گماشت، اما او سی هزار درهم از اموال بیت المال را برداشت. زمانی که علی او را مؤاخذه کرد و تنبیه کرد و زندانی نمود، به سوی معاویه گریخت. یزید، علی را در اشعاری مذمت کرد و علی نیز او را نفرین نمود. معاویه اموال را به وی بخشید و وی را مجددا به امارت ری گماشت.